# Ana Horra
Ana Horra o Ana Hurra (in arabo أنا حرة‎?) è un film del 1959 diretto da Salah Abu Seif.
Il soggetto del film è basato sulla opera letteraria Trilogia del Cairo (الثلاثية) dello scrittore egiziano Nagib Mahfuz.
Ana Horra (Sono libera) ha una trama di forte impatto sociale che discute tematiche relative all'emancipazione della donna e all'evoluzione del pensiero e dei costumi in Egitto dopo la Rivoluzione egiziana del 1952.

## Trama
Amina si rifiuta di dover obbedire alle figure maschili della sua vita e cerca una sua realizzazione nello studio e poi nel lavoro.